# Гарциния

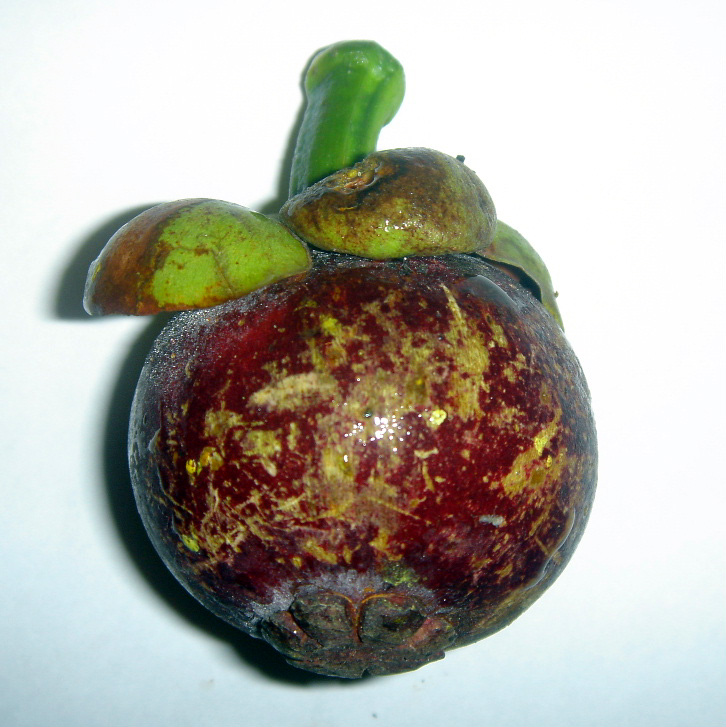
Плод мангостина (Garcinia mangostana)

Гарциния (лат. Garcinia) — род растений семейства Клузиевые. Виды происходят из Азии, Австралии, тропической и южной Африки, и островов Полинезии. Представители рода, в котором выделяют от 50 до 300 видов, — двудомные вечнозелёные деревья, цветущие растения и кустарники. 

## Хозяйственное значение и применение
Многие виды рода Гарциния имеют съедобные плоды, применяемые преимущественно в местных кухнях и иногда даже неизвестные в нескольких сотнях километров от места потребления. Наиболее хорошо известным видом является мангостин (Garcinia mangostana), который после интродукции культивируется по всей Юго-Восточной Азии и в других тропических странах. Несколько менее известен кандис (Garcinia forbesii) с маленькими округлыми красными плодами с нежной кисловатой мякотью. Тропические виды гарсиний известны благодаря своим смолам, содержащим жёлто-коричневый ксантон и применяемым как красители и в качестве слабительного. Из семян гарцинии индийской получают масло кокум. Экстракты коры некоторых видов (преимущественно гарцинии камбоджийской (Garcinia cambogia)) применяют в качестве подавителей аппетита при похудении, хотя эффективность этого применения не доказана.

## Синонимы
Следующие названия рода Garcinia рассматриваются в качестве синонимов:
- Brindonia Thouars
- Cambogia L.
- Clusianthemum Vieill.
- Mangostana Gaertn.
- Oxycarpus Lour.
- Pentaphalangium Warb.
- Rheedia L.
- Septogarcinia Kosterm.
- Tripetalum K.Schum.
- Tsimatimia Jum. & H.Perrier
- Verticillaria Ruiz & Pav.
- Xanthochymus Roxb.

## Виды
По информации базы данных The Plant List, род включает 390 видов. Некоторые из них:
- Garcinia gummi-gutta (L.) Roxb. — Гарциния камбоджийская
- Garcinia indica (Thouars) Choisy — Гарциния индийская
- Garcinia livingstonei T.Anderson — Гарциния Ливингстона
- Garcinia madruno Kunth — Гарциния мадруно
- Garcinia × mangostana L. — Мангостан, или Мангостин
- Garcinia morella (Gaertn.) Desr. — Гарциния морелла
- Garcinia prainiana King — Гарциния Прейна